# Unia hadziacka

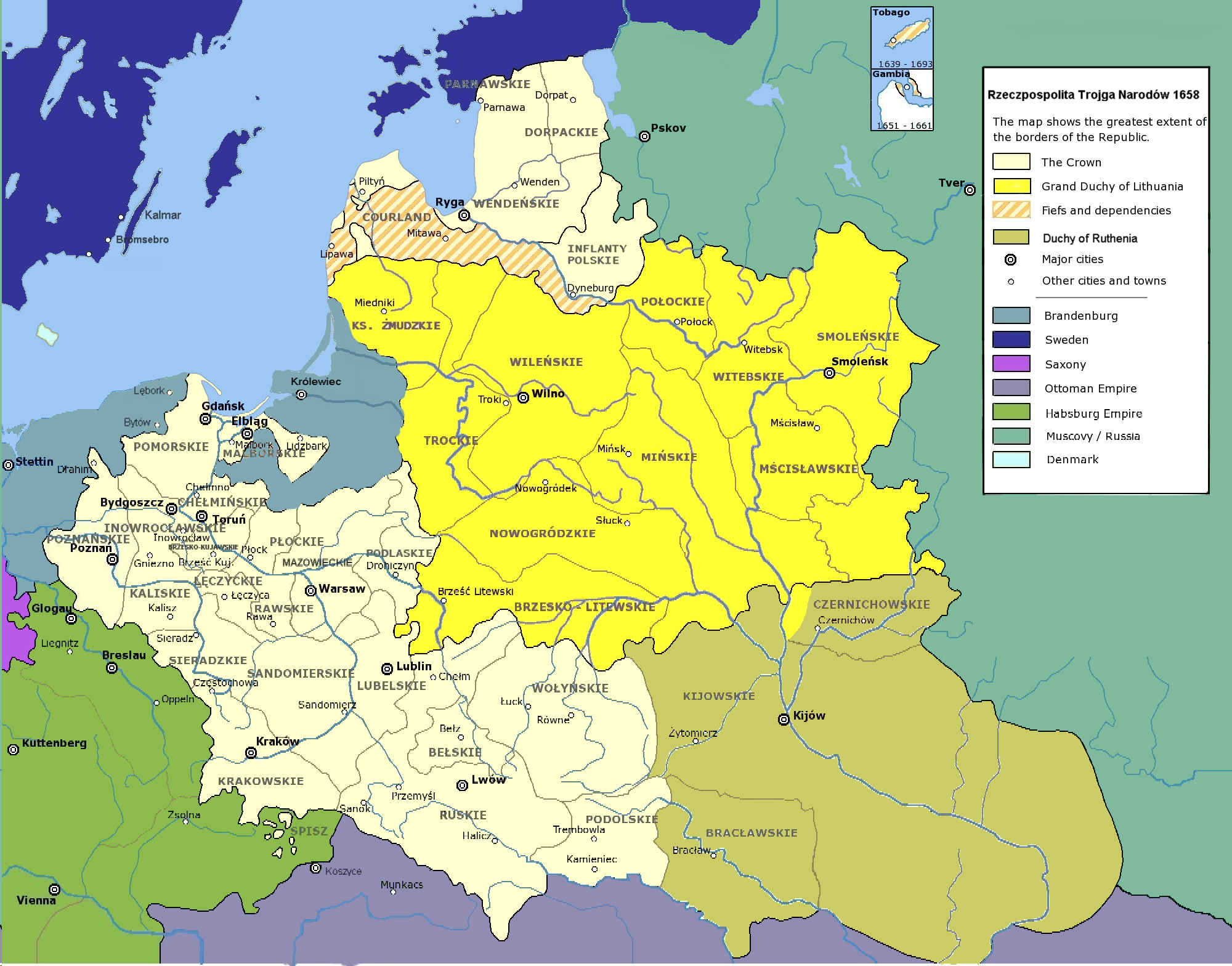
Rzeczpospolita Trojga Narodów według unii hadziackiej

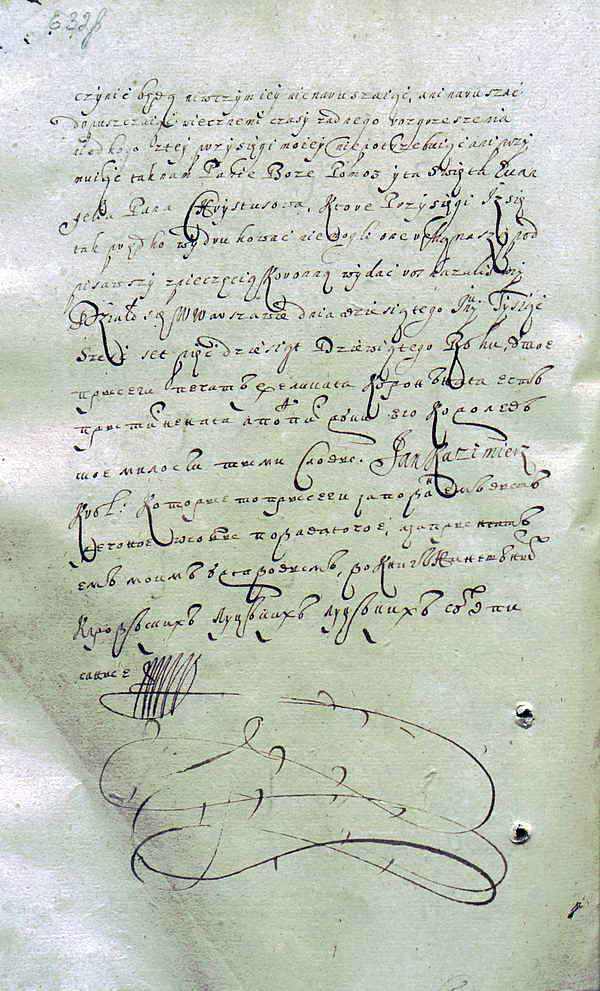
Dokument przysięgi Jana Kazimierza na tekst unii hadziackiej, 10 czerwca 1659

Unia hadziacka lub Ugoda hadziacka (ukr. Гадяцький договір) – zawarta 16 września 1658 roku w Hadziaczu umowa między Rzecząpospolitą Obojga Narodów a Kozackim Wojskiem Zaporoskim, reprezentowanym przez hetmana kozackiego Iwana Wyhowskiego.

## Założenia unii
Przewidywała przekształcenie Rzeczypospolitej Obojga Narodów w unię trzech równorzędnych podmiotów prawnych (państw): Korony, Wielkiego Księstwa Litewskiego i Wielkiego Księstwa Ruskiego utworzonego z województw kijowskiego, bracławskiego i czernihowskiego (od unii lubelskiej, stanowiących część Korony). Konsekwencją unii miało być traktatowe ustanowienie odrębnych urzędów dla Rusi (funkcje marszałka ruskiego, obok marszałka koronnego i litewskiego, hetmana ruskiego, kanclerza ruskiego i inne stanowiska analogiczne do istniejących w pozostałych dwóch członach federacji), dopuszczenie posłów ruskich do Sejmu, a biskupów prawosławnych do Senatu. Państwo to miało posiadać własne wojsko, własny skarb, własne ministerstwa i urzędy, pod zwierzchnictwem hetmana z własnego wyboru. Szlachta wszystkich trzech państw miała wybierać wspólnie króla i wysyłać posłów na sejm walny. Unia brzeska miała zostać wykluczona na terenie Księstwa Ruskiego; wyższe duchowieństwo prawosławne otrzymało uprawnienia równające je z łacińskim, między innymi prawo zasiadania w Senacie; zastrzeżono, że w województwie kijowskim urzędy senatorskie zarezerwowane są dla prawosławnych, zaś w bracławskim i czernihowskim obowiązywać ma alternata na przemian z katolikami. Tysiąc Kozaków (starszyzny kozackiej) otrzymało nadanie praw szlacheckich jednorazowo, a stu Kozaków (z każdego pułku kozackiego) zatwierdzonych przez hetmana miało z rąk króla otrzymywać szlachectwo corocznie. Postanowienia ugody obejmowały również przyjęcie do etatowego rejestru kozackiego 30 tysięcy Kozaków (tekst ugody dawał możliwość zwiększenia liczby jako Wielmożny Hetman Zaporoski na Regestrze poda), a także powrót szlachty (polskiej i ruskiej) do jej majątków na Ukrainie naddnieprzańskiej.
Unia hadziacka stanowiła międzynarodowoprawne przekreślenie ugody perejasławskiej (zawartej między Radą Kozacką i Bohdanem Chmielnickim a Wasilijem Buturlinem, występującym jako pełnomocnik cara Aleksego I), na mocy której Ukraina została poddana władzy cara moskiewskiego.
Unię hadziacką zatwierdził Sejm Rzeczypospolitej i zaprzysiągł (ratyfikował) król Jan II Kazimierz Waza. W konsekwencji unii wojsko kozackie przeszło na stronę Rzeczypospolitej i 8 lipca 1659 roku, pod buławą Iwana Wyhowskiego, pokonało próbującą interweniować zbrojnie na Ukrainie naddnieprzańskiej armię moskiewską w bitwie pod Konotopem.
Przeciwdziałanie Rosji – doprowadzenie do buntu miejscowego chłopstwa ruskiego, tak zwanej czerni, w którym zginął Jerzy Niemirycz (kanclerz ruski) i został obalony hetmanat Iwana Wyhowskiego (na rzecz marionetkowego Jerzego Chmielnickiego) – sprawiło, że unia hadziacka ostatecznie nie weszła w pełni w życie (mimo obowiązywania części jej postanowień w latach 1658–1659). Po śmierci Niemirycza postulat Księstwa Ruskiego nie został ponowiony przez żadną ze stron.
Ukraina weszła w okres tak zwanej ruiny.